# Chimayó
Chimayó (escrito Chimayo frecuentemente en inglés) es un lugar designado por el censo ubicado en el condado de Río Arriba en el estado estadounidense de Nuevo México. En el Censo de 2010 tenía una población de 3177 habitantes y una densidad poblacional de 142,72 personas por km².

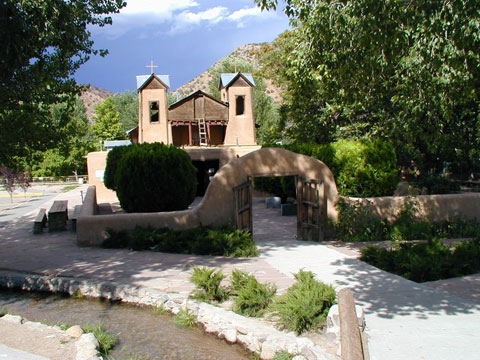
Santuario de Chimayó

Es un centro de romería católica debido al Santuario de Chimayó donde se dice que han sucedido curas milagrosas.

## Geografía
Chimayó se encuentra ubicado en las coordenadas 35°59′50″N 105°56′4″O / 35.99722, -105.93444. Según la Oficina del Censo de los Estados Unidos, Chimayó tiene una superficie total de 22.26 km², de la cual 22.24 km² corresponden a tierra firme y 0.02 km² (0.08 %) es agua.

## Demografía
Según el censo de 2010, había 3177 personas residiendo en Chimayó. La densidad de población era de 142,72 hab./km². De los 3177 habitantes, Chimayó estaba compuesto por el 56.66 % blancos, el 0.47 % eran afroamericanos, el 2.23 % eran amerindios, el 0.09 % eran asiáticos, el 0.06 % eran isleños del Pacífico, el 34.09 % eran de otras razas y el 6.39 % pertenecían a dos o más razas. Del total de la población el 89.39 % eran hispanos o latinos de cualquier raza.

## Educación
Las Escuelas Públicas de Española gestiona la Escuela Primaria de Chimayó.